# Фраат III
Фраат III — правитель Парфии, 70 — 58/57 годах до н. э. Принадлежит к династии Аршакидов. Сын Санатрука. Имеет прозвище Теос (др.-греч. Θεός — «Бог»).
Царствование Фраата III началось в период гегемонии на Ближнем Востоке армянского царя Тиграна II Великого, в борьбе с которым в конечном счете присоединился парфянский царь, став союзником Помпея Великого.
Phraátēs (Φραάτης) — греческая транслитерация от парфянского имени Frahāt (𐭐𐭓𐭇𐭕), происходящего от древнеиранского *Frahāta- («приобретённый», «заработанный»).

## Правление

### Фраат III и Лукулл
Фраат III Теос получил трон от своего отца, положившего конец периоду смуты в Парфии. Он вступил на престол в то время, когда удача отвернулась от Митридата Понтийского в его войне с римским полководцем Лукуллом. В 69 году до н. э. Лукулл начал военные действия в Армении. Понимая трудность создавшейся ситуации и необходимость консолидации всех сил на Востоке для борьбы с римской агрессией, Митридат Понтийский и его союзник царь Армении Тигран II решили втянуть Фраата III в антиримскую коалицию. Митридат обратился с письмом к Фраату III.
Римский писатель Саллюстий приводит это послание. Хотя письмо, как единогласно утверждают историки, не является подлинным документом, отлично передаёт ситуацию, сложившуюся в Передней Азии к этому времени. Митридат указывает в письме на коварство Лукулла, на ту опасность, которую представляет для всех восточных государств, в том числе и для Парфянского, дальнейшее продвижение римлян. Он даже в основных чертах излагает план кампании против Лукулла, предлагая парфянам атаковать Месопотамию, в то время как он сам и его союзник двинутся на Армению, таким образом отрезав Лукулла от снабжения. В качестве компенсации за помощь Фраату III были предложены Адиабена, Северная Месопотамия и те пресловутые «семьдесят долин», которые в своё время были отданы парфянам за содействие в возведении Тиграна II на престол, но затем отобраны.
Лукулл, узнав о послании Митридата Понтийского, поспешил также вступить в переговоры с парфянским царём. Он послал некоторых из своих союзников к парфянскому царю с поручением пригрозить, если он надумает присоединить свои силы к Митридату и Тиграну, а заодно и посулить награду за его дружбу. Фраат III понимал, что он волей-неволей будет вовлечён в круговорот событий и что позиция Парфии в данной ситуации должна быть решающей. Фраат ответил обеим сторонам в такой манере, что и та, и другая решили, будто он обещает им поддержку, а сам он думал, по-видимому, сохранить нейтралитет и выждать, чем окончится борьба в Малой Азии. Первоочередной задачей он считал возвращение областей, захваченных Тиграном Армянским, а римская агрессия казалась ему делом не очень близкого будущего. Ответ парфянского царя застал Лукулла в Гордиене, и легат Секстилий был отправлен к Фраату для продолжения переговоров. Фраат подозревал, и, возможно, совершенно справедливо, что посланник направлен к нему за тем, чтобы потом доложить о передвижениях парфян, их силе и их готовности к войне; в результате он не оказал поддержки ни одной из сторон, а предпочёл опасную двойственную дипломатическую политику.
В том же году Лукулл нанёс поражение Тиграну в сражении при Тигранокерте. Значительная часть южных владений Тиграна оказалась в руках римлян. Лукулл, почувствовав, что Митридат и Тигран так изнурены длительной борьбой, что не представляют большой опасности, решил атаковать Парфию. Гаю Сорнатию было приказано перевести армию из Понта в Гордиену, но войска отказались двигаться и даже угрожали уйти и оставить Понт без защиты. Когда эти вести достигли легионов Лукулла, они также взбунтовались, и ему пришлось отказаться от экспедиции в Парфию ради нападения на Тиграна.

### Фраат III и Помпей
В 66 году до н. э., согласно Манилиеву закону, на место Лукулла был назначен Помпей. Новый римский командующий начал с того, что заключил с парфянами военный союз, чтобы легче было расправится с Арменией.. Но ход событий неумолимо втягивал Парфию в конфликт с Римом. Помпей совершенно не собирался отдавать Парфии те области, на которые она претендовала. Он хотел включить их в сферу влияния Рима. Вести о парфянском договоре с римлянами обеспокоили Митридата, и он начал вести переговоры о перемирии.
В это время Тигран Младший — сын Тиграна II Великого — восстал против своего отца и прибег к помощи Фраата III, убеждая его вторгнуться в ту часть Армении, которая принадлежала старшему Тиграну. Фраат III выдал за него свою дочь и соблазнённый лёгкой добычей, нарушил нейтралитет и вторгся в Армению. Войска парфян двинулись к Артаксате (Арташату). Когда стало очевидно, что осада продлится долгое время, Фраат оставил отряд своих войск с молодым Тиграном и вернулся на родину. Тогда Тигран Старший выступил в поход и победил своего сына. Молодой человек хотел просить убежища у Митридата Понтийского, но понял, что сейчас Митридат немногим сильнее его самого. Тогда, возможно, по предложению Фраата, он сдался Помпею. Римский командующий уже шёл к Артаксате, и Тигран стал его проводником. Тигран Старший отказался от дальнейшего сопротивления и подчинился Помпею. В ходе последовавшего за этим раздела территории Софена и Гордиена должны были быть отданы Тиграну Младшему. Его отец сохранил собственно Армению, но был вынужден уступить завоёванные им земли в Сирии. Почти сразу же после этого решения появились новые разногласия между отцом и сыном. Кроме того Тигран Младший не захотел выдать из софенской сокровищницы ценности, которые должны были идти в уплату наложенной Помпеем на армян контрибуции. Тогда Помпей бесцеремонно захватил в плен Тиграна Младшего. Затем Каппадокия была возвращена её царю Ариобарзану I, вместе с ней к нему отошли Софена и Гордиена; впрочем, по крайней мере последняя область в сущности никогда не была оккупирована. Так ловко использовав внутренние распри в стане своих противников, выступив в роли арбитра, Помпей сумел ещё больше укрепить положение Рима на Востоке.
В 65 году до н. э. Помпей предпринял широкомасштабный поход против иберов и албанов, оставив Луция Афрания для сохранения контроля над Арменией. Когда Помпею пришлось отказаться от своего наступления, он находился в трёх днях пути от берегов Каспийского моря и даже интересовался расстоянием до Индии. Между тем Авл Габиний, в то время легат Помпея, совершил вторжение за Евфрат вплоть до Тигра, и Фраат, который узнал о захвате Тиграна Младшего, опять вторгся в Гордиену и очень быстро отбил её у Тиграна Старшего. Когда Помпей возвращался через Малую Армению, он принял послов от мидийцев и элимеев. Вероятно, те пришли из-за нападения римлян на правителя Мидии Атропатены Дария, который поддерживал Антиоха I Коммагенского или Тиграна. Фраат тоже отправил посольство, вероятно под влиянием вторжения Габиния, прося, чтобы его зять Тигран Младший был передан ему, и в то же время требуя формального признания Евфрата границей между Римом и Парфией.

Помпей потребовал вернуть Гордиену и отказался отдать Тиграна. Что касается границы, то Фраату пришлось удовлетвориться высокопарной сентенцией, что она будет установлена по справедливости. Поскольку послы не получили инструкции в отношении Гордиены, Помпей кратко написал Фраату, обращаясь к нему просто «царь», а не «царь царей» (этот титул он хотел сохранить для Тиграна), и, не дожидаясь ответа, отправил Афрания захватить спорную территорию. Мы не можем точно сказать, удалось ли достигнуть этой цели без борьбы (о чём говорит Дион Кассий, Плутарх же утверждает, что римляне разбили парфян и преследовали их до самой Арбелитиды); как бы там ни было, Гордиена вновь перешла к Тиграну Армянскому. Вопреки договору с парфянами Афраний возвращался в Сирию через Месопотамию, встретив при этом много трудностей и почти потеряв свою армию.
Враждебные отношения между Тиграном и Фраатом всё ещё продолжались. В 64 году до н. э., когда Помпей находился в Сирии, к нему для совещания прибыли послы от обеих сторон. Фраат выдвигал против Тиграна моральные обвинения. Чтобы оправдаться за то, что он не поддержал Тиграна, Помпей заявил, что не мог действовать без приказа Сената. Дион Кассий отмечает, что Помпей не стал вмешиваться в распри восточных царей, дабы не проиграть, разделив участь Лукулла. Однако он всё же отправил трёх специальных уполномоченных для решения пограничного спора. Фраат сохранил Адиабену, а Тигран — Гордиену и Низибис, а также титул "царя царей". Послам упростил задачу тот факт, что оба царя теперь понимали, что они должны сохранить свои силы для атаки на общего врага — Рим, а не тратить их на взаимное уничтожение, выгодное римлянам. Фраат и Тигран поняли, как отмечает Дион Кассий, что кто бы из них ни победил, римлянам легче будет справиться с ослабшим и оставшимся в одиночестве царём.
Таким образом, расстановка сил на Переднем Востоке получилась следующая: римляне владели почти всей Малой Азией. К римской провинции Азии, созданной на основе Пергамского царства ещё в 132 году до н. э., в 74 году до н. э. прибавилась Вифиния, завещанная Риму последним вифинским царём Никомедом IV. В 67 году до н. э. под предлогом борьбы с пиратами Рим окончательно утвердился в Киликии (Равнинной). Центральное плато — Галатия — и восточная часть Понта были в руках римского ставленника — галатского правителя Дейотара. В восточной части Малой Азии находились зависимые от Рима царства: Армения (Тигран II), Каппадокия (Ариобарзан) и Коммагена (Антиох). На Кавказе иберский и албанский царьки после кампании Помпея в 65—64 годах до н. э. должны были признать господство Рима, хотя оно и было чисто номинальным. В 64—63 годах до н. э. была превращена в римскую провинцию Сирия. К ней была присоединена прибрежная полоса Палестины, и местная династия Асмонеев потеряла всякую самостоятельность. Таким образом, в руках Рима оказались все прибрежные районы Малой Азии и Восточного Средиземноморья, кроме Египта, а глубинные районы этих стран были распределены между подчинёнными ему царствами и княжествами. На Евфрате непосредственными соседями Парфии оказались не только союзные и подчинённые Риму Армения, Каппадокия и Коммагена, но и римская провинция Сирия.

### Убийство Фраата
Примерно в 58/57 году до н. э. Фраат был убит своими сыновьями Ородом и Митридатом, которые сразу же после его смерти начали долгую и ожесточённую борьбу за царство.

### Семья
Жёны Фраата III известны по записям на вавилонских табличках:
- Пирустана
- Телеуник

Дети:
- Митридат III, старший сын и парфянский царь с 58/57 по 54 года до н. э.
- Ород II, парфянский царь с 58/57 по 37 года до н. э.
- Дочь, имя которой неизвестно. Была выдана замуж за сына армянского царя Тиграна Великого Тиграна Младшего.